# Liste des anciennes compagnies de chemin de fer en Belgique
La liste des anciennes compagnies de chemin de fer en Belgique est une liste non exhaustive d'anciennes sociétés belges.

## Anciennes sociétés anonymes
Outre les Chemins de fer de l'État belge, une série de compagnies privées, parfois très éphémères, ont vu le jour.
Elles sont listées ci-dessous selon un classement chronologique (par la date de l'arrêté royal approuvant la création). Certaines se sont contentées de construire la ligne et de toucher les rentes de l'exploitation, assurée par une autre compagnie privée ou par des trains et des agents de l’État belge.
- 8 juillet 1836, Société anonyme des chemins de fer du Haut et du Bas Flénu[1],
- 12 avril 1845, Société du chemin de fer de l'Entre-Sambre-et-Meuse[2],
- 28 mai 1845, Société du chemin de fer de Charleroi à Erquellines[1],
- 4 juin 1845, Société des chemins de fer de la Flandre-Occidentale[3],
- 20 juin 1845, Société des chemins de fer de Namur à Liège et de Mons à Manage avec leurs extensions[1],[4],
- 2 juillet 1845, Société des chemins de fer de Tournai à Jurbise et de Landen à Hasselt[5],
- 10 août 1845, Société du chemin de fer de Charleroi à la frontière de France[6],
- 1er octobre 1846, Grande compagnie du Luxembourg[7],
- 2 août 1847, Société anonyme des chemins de fer belges de la jonction de l'Est[8],
- 31 mars 1852, Société anonyme des chemins de fer de Charleroi à Louvain[9],
- 13 mai 1852, Société anonyme du chemin de fer de Dendre-et-Waes et de Bruxelles vers Gand, par Alost[10],
- 30 novembre 1852, Société anonyme des chemins de fer d'Anvers à Rotterdam[11],
- 21 février 1853, Société anonyme du chemin de fer de Pépinster à Spa[12],
- 30 juillet 1853, Société du chemin de fer de Turnhout[13],
- 3 septembre 1853, Compagnie du chemin de fer du Centre[14],
- 10 septembre 1853, Société anonyme du chemin de fer de Morialmé à Châtelineau par la vallée d'Acoz[15],
- 17 octobre 1853, Compagnie du chemin de fer d'Aix-la-Chapelle à Maestricht[16],
- 14 juillet 1854, Compagnie du chemin de fer d'Audenarde vers Gand[17],
- 2 mars 1856, Compagnie des chemins de fer de Mons à Haumont et de Saint-Ghislain[18],
- 25 juin 1856, Compagnie du chemin de fer de Lichtervelde à Furnes[19],
- 16 septembre 1856, Compagnie du chemin de fer de Chimay[20],
- 29 décembre 1856, Compagnie du chemin de fer Hainaut et Flandres[21],
- 11 novembre 1863, Société du chemin de fer de Braine-le-Comte à Courtrai[22],
- 11 février 1866, Compagnie des chemins de fer des bassins houillers du Hainaut[23],
- 25 juillet 1869, Compagnie des chemins de fer des Plateaux de Herve[a],[24],